# Oleksandr Oles
Oleksandr Ivánovich Kandiba (en ucraniano: Олександр Іванович Кандиба; Bilopilia, 23 de noviembre de 1878 - Praga, 27 de julio de 1944), más conocido como Oleksandr Oles (en ucraniano: Олександр Олесь), fue un destacado escritor, poeta, dramaturgo y diplomático ucraniano, representante del Simbolismo. También fue padre de otro poeta y activista político ucraniano, Oleg Ólzhich, que murió en los campos de trabajo nazis en 1944.

## Biografía
Nació en 1878 en jútor (pequeño pueblo cosaco) de Kandiba en la gobernación de Járkov (ahora el pueblo de Kandibine, óblast de Sumy), siendo uno de los representantes de la familia cosaca ucraniana de Kandiba.Recibió su educación primaria en la escuela rural y en 1893, a la edad de 15 años, ingresó en una escuela agrícola en la ciudad de Derjachí. Allí participó en la publicación de las revistas manuscritas Cometa y Primevera, en las que aparecen sus primeros poemas. Se convirtió en estudiante en el departamento de agronomía del Instituto Politécnico de Kiev, pero pronto se vio obligado a abandonar debido a dificultades económicas y más tarde estudió en el instituto veterinario de Járkov.
En 1907 se casó con Vira Svadkovska. Tuvieron un hijo, Oleg Ólzhich, que también se convirtió en un famoso poeta ucraniano. En 1908 participó en el Club Ucraniano, un círculo de intelectuales y artistas ucranianos. Desde octubre de 1909 trabajó como veterinario en Kiev, al mismo tiempo que desde 1911 colaboró en la redacción del Boletín Literario-Científico y en la editorial Lan.
En 1919 partió hacia Budapest como agregado cultural de la embajada de la República Popular de Ucrania en Hungría. Desde 1920 vivió en Viena, donde dirigió la Unión de Periodistas Ucranianos y editó la revista Desguazado, hasta que se trasladó a la capital de Checoslovaquia, Praga, en 1924. Oleksandr Oles fue uno de los fundadores de la Universidad Libre Ucraniana, que se trasladó desde Viena a Praga en 1921. Entre 1921 y 1922, junto con otros exiliados, Oles recolectó fondos para ayudar a los hambrientos en Ucrania durante el Holodomor (1921-1923).
La correspondencia de esos años entre Oleksandr y su hijo atestigua una relación familiar cálida y tierna, la atención de los padres hacia la educación, las aficiones y los intereses profesionales de su hijo. En septiembre de 1939 estalló la Segunda Guerra Mundial, y los pensamientos ansiosos de Oles sobre su hijo, que participaba activamente en el movimiento de Resistencia, no abandonan al poeta. En el otoño de 1941, Oleg Ólzhich fue a Kiev, soñando con restaurar el estado ucraniano, pero en junio de 1944 los nazis le capturaron y lo torturaron en el campo de concentración de Sachsenhausen. 
Oles murió el 22 de julio de 1944 en Praga, poco después de recibir la noticia de la muerte de su hijo, y fue enterrado en el cementerio de Olšany. A principios de enero de 2016, cuando sus restos y los de su esposa fueron exhumados y reemplazados por el cuerpo de Volodímir Mijailishin, que era el hombre que había estado pagando la tumba familiar. El 29 de enero de 2017, Oles y su esposa Vira fueron enterrados nuevamente, pagado por el gobierno ucraniano, en el cementerio de Lukianivske de Kiev. En la ceremonia participaron el presidente de Ucrania, Petró Poroshenko, y su esposa, Maryna Poroshenko.

## Obra
Entre sus colecciones poéticas se encuentran Z zhurboyu radist obnymalas (Con tristeza se abrazaba la alegría), Komu povim pechal moyu (A quién le contaré mis aflicciones) y otros nueve libros de poesía en total. Oles también creó varias obras dramáticas.